# Кордон 3-я Пятилетка
Кордон 3-я Пятилетка (каз. Кордон 3-я Пятилетка) — упразднённый населённый пункт в Аккулинском районе Павлодарской области Казахстана. Входило в состав Майкарагайского сельского округа. Ликвидировано в 2000 г.

## Население
В 1989 году население села составляло 36 человек. По данным переписи 1999 года, в селе проживало 8 человек (6 мужчин и 2 женщины).